# Jérémy Mathieu
Jérémy Mathieu (Luxeuil-les-Bains, 29 de octubre de 1983) es un exfutbolista internacional francés que jugaba en la posición de defensa.

## Trayectoria

### Inicios
Mathieu empezó su carrera en el F. C. Sochaux-Montbéliard. Debutó en la Ligue 1 en la temporada 2002-03 en un partido de liga contra el CS Sedan. A pesar de tener solo 18 años se hizo con el puesto de titular y marcó su primer gol como profesional en un partido contra el Rennes. Jugó 23 partidos en la temporada, marcando 4 goles y fue fundamental para que su equipo se clasificara 5.º y jugara la Copa de la UEFA.
Durante las dos siguientes temporadas, Jérémy jugó 63 partidos de liga y marcó 6 goles. También jugó a un buen nivel en Europa, participando en 14 partidos y marcando 2 goles. En 2004 ganó con el F. C. Sochaux la Copa de la Liga. Su gran campaña atrajo el interés de equipos como la Juventus F. C., el Newcastle United o el Everton.
Después de anunciar su deseo de marcharse a otro club cuando solo le quedaba un año de contrato, el Sochaux aceptó escuchar ofertas por el jugador. Finalmente firmó con el Toulouse un contrato de cuatro años. Debutó con su nuevo club contra el Sochaux jugando los 90 minutos en la victoria por 1-0. Continuó su buena carrera jugando 36 partidos y marcando 2 goles. Ese año el Toulouse se clasificó para la Liga de Campeones. La temporada 2007-08 fue muy mala para el Toulouse y para Mathieu, que se fracturó un hueso del pie y se perdió la mitad de la temporada. El Toulouse estuvo a punto de descender ese año. Esto le hizo replantearse su situación en el equipo.
Después del gran interés de la Roma y otros clubes italianos, el Toulouse rechazó traspasar al jugador y este a su vez rechazó la renovación con el club. Al quedarle solo un año de contrato acordaron que al final de esa temporada se marcharía. A pesar de esta situación jugó 27 partidos en la 2008-09.

### España
El 10 de junio de 2009 se anunció que Mathieu sería el primer fichaje del Valencia C. F. para la temporada 2009-10, firmando un contrato de 3 años. El traspaso se hizo efectivo el 1 de julio, cuando finalizó su contrato con el Toulouse.
En su primera temporada con el club de Mestalla, Mathieu empezó siendo titular indiscutible, ya que su entrenador Unai Emery apenas contaba con el otro lateral izquierdo del equipo, Asier del Horno. Sin embargo, tras un mes y medio de competición, Mathieu sufrió una grave lesión que lo mantuvo inactivo casi tres meses. Esta inoportuna lesión provocó que un extremo izquierdo del filial llamado Jordi Alba ocupara el lateral izquierdo durante esos meses. Mathieu se recuperó perfectamente y volvió a ser titular. Al finalizar la temporada, firmó su renovación hasta junio de 2014.
En las siguientes temporadas Mathieu fue, junto con Jordi Alba, indiscutible en los onces titulares. Cabe destacar sus grandes actuaciones jugando como extremo izquierdo ante el F. C. Barcelona. Unai Emery extrajo de Mathieu todo su potencial y lo convirtió en un futbolista que muy pocas veces sufría lesiones.
Empezó la temporada 2012-13 y Mathieu tenía molestias en el tendón de Aquiles. No podía jugar y el Valencia se vio obligado a fichar a Aly Cissokho a poco de finalizar el período de traspasos. Todos en Valencia pensaban que la buena suerte de Mathieu había acabado. Sus lesiones le estaban impidiendo competir al máximo nivel. Tardó casi 5 meses en recuperarse. Pero cuando volvió, todo cambió para él. Ernesto Valverde, entrenador en ese momento, lo colocó de defensa central zurdo. A partir de ahí, su nivel aumentó hasta el punto que fue convocado otra vez con la selección francesa dirigida por Didier Deschamps. Su rendimiento no pasó inadvertido para el mundo del fútbol, y Mathieu sonó para fichar por el Bayern de Múnich de Pep Guardiola y, con mucha fuerza, para el F. C. Barcelona. El Valencia C. F., ante esa nueva situación, se apresuró a renovarlo hasta junio de 2017 con una cláusula de 20 millones de euros.
La temporada 2013-14 fue la primera de Mathieu jugando plenamente como defensa central, petición expresa del jugador al técnico Miroslav Đukić a principio de temporada, aludiendo a que sufriría menos problemas físicos jugando en dicha posición. La expulsión del equipo de Adil Rami en octubre facilitó su consolidación como central. Esta temporada fue la primera del Valencia sin sus capitanes Albelda, retirado, y Soldado transferido al Tottenham. Esa situación, junto a problemas que afectaban a capitanes como Éver Banega, que salió cedido rumbo al Newell´s Old Boys en el mercado invernal, la escasa participación del portero Guaita y las constantes lesiones de Ricardo Costa, dejaron a Mathieu como primer capitán del equipo y fijo en el once titular. Fue un punto de inflexión en su carrera porque desempeñó perfectamente su papel tanto como central y capitán, lo que le llevó a conectar muy bien con la grada de Mestalla.
El 23 de julio de 2014 se llegó a un acuerdo entre el Valencia C. F. y el F. C. Barcelona, por el traspaso del jugador al conjunto culé por 20 millones de euros, el valor de la cláusula de rescisión de su contrato con el club valencianista. El jugador firmaría por cuatro temporadas más otra opcional.
Su fichaje estuvo marcado por las críticas de los aficionados y diarios españoles, ya que para muchos su precio no era rentable debido a su edad. El 22 de marzo marcó el gol del 1-0 en la victoria 2-1 de los azulgranas frente al eterno rival, el Real Madrid en el Clásico, sumado a una buena actuación defensiva, llegando a ser coreado por la afición. El 5 de abril marcó su segundo gol en Liga, en la victoria 1-0 ante el Celta de Vigo. Debido al buen rendimiento tanto ofensivo como defensivo, los culés se alzan con la Liga, la Copa del Rey y la Liga de Campeones, logrando así el segundo triplete de su historia.

### Portugal y retirada
Tras jugar dos campañas más en el F. C. Barcelona, y pese a que todavía le quedaba una temporada de contrato más otra opcional, fichó por el Sporting de Lisboa por dos años.
El 24 de junio de 2020, tras lesionarse de gravedad en un entrenamiento y no poder jugar más lo que quedaba de temporada, anunció su retirada. Sin embargo, tras superar dicha lesión, en 2021 se comprometió con el Luynes Sports, que jugaba en categorías regionales, donde puso fin a su carrera el 23 de octubre de 2023.

## Selección nacional
Fue internacional con la selección de Francia cinco veces. Jugó un primer partido contra la selección de Estados Unidos en un amistoso que ganó Francia 1-0.

## Estadísticas

### Clubes
| Club                                                  | Div.                | Temporada           | Liga  | Liga  | Copas nacionales | Copas nacionales | Copas internacionales | Copas internacionales | Total | Total |
| Club                                                  | Div.                | Temporada           | Part. | Goles | Part.            | Goles            | Part.                 | Goles                 | Part. | Goles |
| ----------------------------------------------------- | ------------------- | ------------------- | ----- | ----- | ---------------- | ---------------- | --------------------- | --------------------- | ----- | ----- |
| F. C. Sochaux Francia                                 | 1.ª                 | 2002-03             | 23    | 4     | 3                | 0                | 6                     | 1                     | 32    | 5     |
| F. C. Sochaux Francia                                 | 1.ª                 | 2003-04             | 29    | 4     | 4                | 2                | 6                     | 1                     | 39    | 7     |
| F. C. Sochaux Francia                                 | 1.ª                 | 2004-05             | 34    | 2     | 6                | 1                | 8                     | 1                     | 48    | 4     |
| F. C. Sochaux Francia                                 | Total               | Total               | 86    | 10    | 13               | 3                | 20                    | 3                     | 119   | 16    |
| Toulouse F. C. Francia                                | 1.ª                 | 2005-06             | 35    | 2     | 3                | 0                | ―                     | ―                     | 38    | 2     |
| Toulouse F. C. Francia                                | 1.ª                 | 2006-07             | 32    | 2     | 3                | 0                | ―                     | ―                     | 35    | 2     |
| Toulouse F. C. Francia                                | 1.ª                 | 2007-08             | 14    | 1     | 0                | 0                | 2                     | 0                     | 16    | 1     |
| Toulouse F. C. Francia                                | 1.ª                 | 2008-09             | 31    | 0     | 4                | 0                | ―                     | ―                     | 35    | 0     |
| Toulouse F. C. Francia                                | Total               | Total               | 112   | 5     | 10               | 0                | 2                     | 0                     | 124   | 5     |
| Valencia C. F. · España                               | 1.ª                 | 2009-10             | 17    | 1     | 2                | 0                | 6                     | 0                     | 25    | 1     |
| Valencia C. F. · España                               | 1.ª                 | 2010-11             | 29    | 1     | 2                | 0                | 7                     | 0                     | 38    | 1     |
| Valencia C. F. · España                               | 1.ª                 | 2011-12             | 31    | 0     | 6                | 0                | 13                    | 0                     | 50    | 0     |
| Valencia C. F. · España                               | 1.ª                 | 2012-13             | 17    | 1     | 0                | 0                | 1                     | 0                     | 18    | 1     |
| Valencia C. F. · España                               | 1.ª                 | 2013-14             | 32    | 3     | 4                | 0                | 10                    | 1                     | 46    | 4     |
| Valencia C. F. · España                               | Total               | Total               | 126   | 6     | 14               | 0                | 37                    | 1                     | 177   | 7     |
| F. C. Barcelona · España                              | 1.ª                 | 2014-15             | 28    | 2     | 6                | 1                | 7                     | 0                     | 41    | 3     |
| F. C. Barcelona · España                              | 1.ª                 | 2015-16             | 21    | 0     | 8                | 0                | 5                     | 0                     | 34    | 0     |
| F. C. Barcelona · España                              | 1.ª                 | 2016-17             | 13    | 1     | 1                | 0                | 2                     | 0                     | 16    | 1     |
| F. C. Barcelona · España                              | Total               | Total               | 62    | 3     | 15               | 1                | 14                    | 0                     | 91    | 4     |
| Sporting C. P. Portugal                               | 1.ª                 | 2017-18             | 29    | 2     | 7                | 1                | 12                    | 0                     | 48    | 3     |
| Sporting C. P. Portugal                               | 1.ª                 | 2018-19             | 24    | 3     | 7                | 0                | 2                     | 0                     | 33    | 3     |
| Sporting C. P. Portugal                               | 1.ª                 | 2019-20             | 19    | 1     | 3                | 1                | 3                     | 1                     | 25    | 3     |
| Sporting C. P. Portugal                               | Total               | Total               | 72    | 6     | 17               | 2                | 17                    | 1                     | 106   | 9     |
| Total en su carrera                                   | Total en su carrera | Total en su carrera | 458   | 30    | 69               | 6                | 90                    | 5                     | 617   | 41    |
| Actualizado hasta el fin de su trayectoria deportiva. |                     |                     |       |       |                  |                  |                       |                       |       |       |

## Palmarés

### Títulos nacionales
| Título              | Club                      | País     | Año     |
| ------------------- | ------------------------- | -------- | ------- |
| Copa de la Liga     | F. C. Sochaux-Montbéliard | Francia  | 2003-04 |
| La Liga             | F. C. Barcelona           | España   | 2014-15 |
| Copa del Rey        | F. C. Barcelona           | España   | 2014-15 |
| La Liga             | F. C. Barcelona           | España   | 2015-16 |
| Copa del Rey        | F. C. Barcelona           | España   | 2015-16 |
| Supercopa de España | F. C. Barcelona           | España   | 2016    |
| Copa del Rey        | F. C. Barcelona           | España   | 2016-17 |
| Copa de la Liga     | Sporting de Lisboa        | Portugal | 2017-18 |
| Copa de la Liga     | Sporting de Lisboa        | Portugal | 2018-19 |
| Copa de Portugal    | Sporting de Lisboa        | Portugal | 2018-19 |

### Títulos internacionales
| Título                       | Club            | Sede   | Año     |
| ---------------------------- | --------------- | ------ | ------- |
| Liga de Campeones de la UEFA | F. C. Barcelona | Berlín | 2014-15 |
| Supercopa de Europa          | F. C. Barcelona | Tiflis | 2015    |
| Copa Mundial de Clubes       | F. C. Barcelona | Japón  | 2015    |